# 陳育軒
陳育軒（1995年10月25日—） ，為台灣棒球選手，曾效力於中華職棒統一7-ELEVEn獅隊，守備位置為投手。

## 經歷
- 花蓮縣瑞穗鄉富源國小少棒隊
- 花蓮縣瑞穗國中青少棒隊
- 花蓮縣國立玉里高級中學青棒隊
- 台北市中國文化大學棒球隊（美孚巨人）
- 桃園市國立體育大學棒球隊（台灣啤酒）
- 中華職棒統一7-ELEVEn獅（2016年8月3日－2021年）

- 台視《比賽開始》飾演：姜慶成（尬造），2009年播出

## 職業生涯
大學時最快球速達到147KM/HR，二年級就參與2016年季中選秀會，被統一7-ELEVEn獅以第三輪（全選秀會第九順位）選進，被認為有年輕投手較缺乏的控球能力，是當屆選秀的大黑馬，並以350萬元簽約金、月薪6萬元為條件加盟。
2016年10月13日，由於Lamigo桃猿及統一7-ELEVEn獅皆已無緣季後賽，故球團派陳育軒先發面對桃猿，當日於斗六棒球場投五局僅失一分，球隊以22:4獲勝，取得生涯首勝。
2017年5月20日於洲際棒球場面對中信兄弟隊上場後援，六局下面對周思齊連續近身球後砸中身體右側，雙方清空板凳，引發是否故意觸身球的爭議。
縱使有著第三輪的選秀順位，而且球團期待甚高，陳育軒的表現想當不理想，幾乎每年的防禦率都超過8；而2019年僅僅在一軍登板3場，防禦率高達20.25；其後兩季更是未曾再登上一軍。2021年年底，原先已被統一獅列入合約保留名單的陳育軒，突然提出任意引退的想法，表示在球隊沒有太多發揮空間下離開職棒舞台。其後球團雖有提出慰留，但陳育軒婉拒，形同從職業球員退役。
2023年1月，陳育軒加入日本業餘聯盟德島太空人。

## 職棒生涯成績
| 年度 | 球隊           | 出賽 | 先發 | 勝投 | 敗投 | 中繼 | 救援 | 完投 | 完封 | 四死 | 三振 | 責失 | 投球局數 | 自責分率 | 被上壘率 |
| ---- | -------------- | ---- | ---- | ---- | ---- | ---- | ---- | ---- | ---- | ---- | ---- | ---- | -------- | -------- | -------- |
| 2016 | 統一7-ELEVEn獅 | 5    | 1    | 1    | 0    | 0    | 0    | 0    | 0    | 4    | 8    | 9    | 10.0     | 8.10     | 1.90     |
| 2017 | 統一7-ELEVEn獅 | 4    | 1    | 0    | 1    | 0    | 0    | 0    | 0    | 7    | 7    | 9    | 10.0     | 8.10     | 1.90     |
| 2018 | 統一7-ELEVEn獅 | 5    | 1    | 1    | 0    | 0    | 0    | 0    | 0    | 7    | 6    | 8    | 8.0      | 9.00     | 2.63     |
| 2019 | 統一7-ELEVEn獅 | 3    | 0    | 0    | 0    | 0    | 0    | 0    | 0    | 4    | 1    | 6    | 2.2      | 20.25    | 4.12     |
| 合計 | 4年            | 17   | 3    | 2    | 1    | 0    | 0    | 0    | 0    | 22   | 22   | 32   | 30.2     | 9.39     | 2.28     |

## 外部連結
- 陳育軒在台灣棒球維基館上的頁面（繁體中文）
- 陳育軒在中華職棒
- 陳育軒在Baseball-Reference.com（小聯盟以及海外聯盟）（英语）
- 陳育軒在Baseball-Reference.com（小聯盟以及海外聯盟）（英语）
- 陳育軒的Facebook專頁